# أغدززاكيشلاغ
أغدززاكيشلاغ أو أجاغشلاغ هِيَ مدينةٌ فِي مقاطعةِ يريفان فِي أرمينيا.